# Hebei
Hebei (uitspraakⓘ) is een Chinese provincie tussen Peking en Taiyuan.
De hoofdstad van Hebei is Shijiazhuang. Hebei telt 67.350.000 inwoners en is ongeveer 5 keer zo groot als Nederland.
Hebei ligt tussen de provincies Shandong, Henan en Shanxi en de regio Binnen-Mongolië en de Golf van Bohai (Gele Zee).
De stadsprovincies van Beijing (Peking) en Tianjin (Tientsin) worden grotendeels omgeven door Hebei.
De provincie staat bekend om het keizerlijk domein bij Chengde, ten noordoosten van Peking. Dit gebied in de bergen met verscheidene paleizen en tempels was de belangrijkste zomer-residentie van de Qing-dynastie vanaf 1611. Het domein is door Unesco opgenomen op de lijst van Werelderfgoed.

## Bestuurlijke indeling
Hebei omvat elf stadsprefecturen:
|                  |              |          |                  |  |  |  |  |
| Nr.              | Naam         | Hanzi    | Hanyu Pinyin     |  |  |  |  |
| Stadsprefecturen |              |          |                  |  |  |  |  |
| 1                | Shijiazhuang | 石家庄市 | Shíjiāzhuāng Shì |  |  |  |  |
| 2                | Baoding      | 保定市   | Bǎodìng Shì      |  |  |  |  |
| 3                | Cangzhou     | 沧州市   | Cāngzhōu Shì     |  |  |  |  |
| 4                | Chengde      | 承德市   | Chéngdé Shì      |  |  |  |  |
| 5                | Handan       | 邯郸市   | Hándān Shì       |  |  |  |  |
| 6                | Hengshui     | 衡水市   | Héngshǔi Shì     |  |  |  |  |
| 7                | Langfang     | 廊坊市   | Lángfāng Shì     |  |  |  |  |
| 8                | Qinhuangdao  | 秦皇岛市 | Qínhuángdǎo Shì  |  |  |  |  |
| 9                | Tangshan     | 唐山市   | Tángshān Shì     |  |  |  |  |
| 10               | Xingtai      | 邢台市   | Xíngtái Shì      |  |  |  |  |
| 11               | Zhangjiakou  | 张家口市 | Zhāngjiākǒu Shì  |  |  |  |  |

## Steden in provincie Hebei
- Chengde
- Dingzhou
- Fengnan
- Gaobeidian
- Hangu
- Heiyanzi
- Hengshui
- Luquan
- Qian'an
- Qinhuangdao
- Renqiu
- Shenzhou
- Shijiazhuang (hoofdstad)
- Tangshan
- Xuanhua

| Aangrenzende provincies | Aangrenzende provincies | Aangrenzende provincies | Aangrenzende provincies | Aangrenzende provincies |
| ----------------------- | ----------------------- | ----------------------- | ----------------------- | ----------------------- |
|                         |                         | Binnen-Mongolië         |                         | Liaoning                |
|                         |                         |                         |                         |                         |
| Shanxi                  | Bohaizee                |                         |                         |                         |
|                         |                         |                         |                         |                         |
|                         |                         | Henan                   |                         | Shandong                |

## Geboren
- Chen Rong (1988), atlete